# Single numer jeden w roku 2010 (Polska)
Notowanie Polish Airplay Chart przedstawia najpopularniejsze utwory w polskich rozgłośniach radiowych oraz stacjach telewizyjnych. Opublikowane przez ZPAV dane w roku 2010 kompletowane były przez Nielsen Music Control w oparciu o cotygodniową liczbę odegrań w radio oraz wyświetleń w telewizji. Poniżej znajdują się tabele prezentujące najpopularniejsze single, najwyżej debiutujące nowości oraz najczęściej emitowane teledyski w muzycznych stacjach telewizyjnych w danych tygodniach w roku 2010.

## Top airplay
| Data            | Top 5 airplay                              | Top 5 airplay                      | Top 5 airplay | Top 5 airplay - nowości                  | Top 5 airplay - nowości                | Top 5 airplay - nowości |
| Data            | Wykonawca                                  | Utwór                              | Źródło        | Wykonawca                                | Utwór                                  | Źródło                  |
| --------------- | ------------------------------------------ | ---------------------------------- | ------------- | ---------------------------------------- | -------------------------------------- | ----------------------- |
| 27 marca        | Melanie Fiona                              | „Monday Morning”                   | [ 1 ]         | Ginuwine feat. Timbaland & Missy Elliott | „Get Involved”                         | [ 2 ]                   |
| 3 kwietnia      | Melanie Fiona                              | „Monday Morning”                   | [ 3 ]         | Remady                                   | „No Superstar”                         | [ 4 ]                   |
| 10 kwietnia     | Sinéad O’Connor                            | „Nothing Compares 2 U”             | [ 5 ]         | Sinéad O’Connor                          | „Nothing Compares 2 U”                 | [ 6 ]                   |
| 17 kwietnia     | Jay-Z feat. Mr Hudson                      | „Young Forever”                    | [ 7 ]         | Kasia Cerekwicka                         | „Wszystko czego chcę od Ciebie”        | [ 8 ]                   |
| 24 kwietnia     | Jay-Z feat. Mr Hudson                      | „Young Forever”                    | [ 9 ]         | Cosmosound feat. Nekk                    | „I'd Love to Change the World”         | [ 10 ]                  |
| 1 maja          | Jay-Z feat. Mr Hudson                      | „Young Forever”                    | [ 11 ]        | Agnieszka Chylińska                      | „Wybaczam Ci”                          | [ 12 ]                  |
| 8 maja          | Melanie Fiona                              | „Monday Morning”                   | [ 13 ]        | Usher feat. will.i.am                    | „OMG”                                  | [ 14 ]                  |
| 15 maja         | Keri Hilson                                | „I Like”                           | [ 15 ]        | Kylie Minogue                            | „All the Lovers”                       | [ 16 ]                  |
| 22 maja         | OneRepublic                                | „Secrets”                          | [ 17 ]        | Katy Perry feat. Snoop Dogg              | „California Gurls”                     | [ 18 ]                  |
| 29 maja         | OneRepublic                                | „Secrets”                          | [ 19 ]        | Eliza Doolittle                          | „Skinny Genes”                         | [ 20 ]                  |
| 5 czerwca       | Jason Derulo                               | „In My Head”                       | [ 21 ]        | Safura                                   | „Drip Drop”                            | [ 22 ]                  |
| 12 czerwca      | Tiësto feat. Nelly Furtado                 | „Who Wants to Be Alone”            | [ 23 ]        | Shakira feat. Freshlyground              | „Waka Waka (This Time for Africa)”     | [ 24 ]                  |
| 19 czerwca      | Adam Lambert                               | „Whataya Want from Me”             | [ 25 ]        | Alexandra Burke                          | „All Night Long”                       | [ 26 ]                  |
| 26 czerwca      | Adam Lambert                               | „Whataya Want from Me”             | [ 27 ]        | Bob Sinclar & Sahara feat. Shaggy        | „I Wanna”                              | [ 28 ]                  |
| 3 lipca         | Adam Lambert                               | „Whataya Want from Me”             | [ 29 ]        | Catalin Josan                            | „Don't Wanna Miss You”                 | [ 30 ]                  |
| 10 lipca        | Lady Gaga                                  | „Alejandro”                        | [ 31 ]        | Grzegorz Markowski & Ryszard Sygitowicz  | „To”                                   | [ 32 ]                  |
| 17 lipca        | Katy Perry feat. Snoop Dogg                | „California Gurls”                 | [ 33 ]        | Ira                                      | „Dlaczego nic”                         | [ 34 ]                  |
| 24 lipca        | Junior Caldera feat. Sophie Ellis-Bextor   | „Can't Fight This Feeling”         | [ 35 ]        | —                                        | —                                      | —                       |
| 31 lipca        | Lady Gaga                                  | „Alejandro”                        | [ 36 ]        | Kombii                                   | „Zaczaruj mnie”                        | [ 37 ]                  |
| 7 sierpnia      | Lady Gaga                                  | „Alejandro”                        | [ 38 ]        | 3R                                       | „Shine On”                             | [ 39 ]                  |
| 14 sierpnia     | Tom Boxer feat. Antonia                    | „Morena”                           | [ 40 ]        | Hurts                                    | „Wonderful Life”                       | [ 41 ]                  |
| 21 sierpnia     | Shakira feat. Freshlyground                | „Waka Waka (This Time for Africa)” | [ 42 ]        | Caro Emerald                             | „A Night like This”                    | [ 43 ]                  |
| 28 sierpnia     | Flo Rida feat. David Guetta                | „Club Can’t Handle Me”             | [ 44 ]        | Robbie Williams & Gary Barlow            | „Shame”                                | [ 45 ]                  |
| 4 września      | Flo Rida feat. David Guetta                | „Club Can’t Handle Me”             | [ 46 ]        | Sting                                    | „Every Little Thing She Does Is Magic” | [ 47 ]                  |
| 11 września     | Flo Rida feat. David Guetta                | „Club Can’t Handle Me”             | [ 48 ]        | Rihanna                                  | „Only Girl (In the World)”             | [ 49 ]                  |
| 18 września     | Flo Rida feat. David Guetta                | „Club Can’t Handle Me”             | [ 50 ]        | Bruno Mars                               | „Just the Way You Are”                 | [ 51 ]                  |
| 25 września     | Flo Rida feat. David Guetta                | „Club Can’t Handle Me”             | [ 52 ]        | James Blunt                              | „Stay the Night”                       | [ 53 ]                  |
| 2 października  | Flo Rida feat. David Guetta                | „Club Can’t Handle Me”             | [ 54 ]        | Tiёsto feat. Tegan & Sara                | „Feel It in My Bones”                  | [ 55 ]                  |
| 9 października  | Flo Rida feat. David Guetta                | „Club Can’t Handle Me”             | [ 56 ]        | Ania Wyszkoni                            | „Wiem, że jesteś tam”                  | [ 57 ]                  |
| 16 października | Eminem feat. Rihanna                       | „Love the Way You Lie”             | [ 58 ]        | Volver                                   | „Z Tobą mam sen”                       | [ 59 ]                  |
| 23 października | Hurts                                      | „Wonderful Life”                   | [ 60 ]        | Pink                                     | „Raise Your Glass”                     | [ 61 ]                  |
| 30 października | Hurts                                      | „Wonderful Life”                   | [ 62 ]        | De Mono                                  | „Życie to sen”                         | [ 63 ]                  |
| 6 listopada     | Hurts                                      | „Wonderful Life”                   | [ 64 ]        | Nelly                                    | „Just a Dream”                         | [ 65 ]                  |
| 13 listopada    | Armin van Buuren feat. Sophie Ellis-Bextor | „Not Giving Up on Love”            | [ 66 ]        | Alexandra Burke feat. Laza Morgan        | „Start Without You”                    | [ 67 ]                  |
| 20 listopada    | Shakira feat. Dizzee Rascal                | „Loca”                             | [ 68 ]        | Michael Jackson & Akon                   | „Hold My Hand”                         | [ 69 ]                  |
| 27 listopada    | Shakira feat. Dizzee Rascal                | „Loca”                             | [ 70 ]        | Natalia Kukulska                         | „Wierność jest nudna”                  | [ 71 ]                  |
| 4 grudnia       | Shakira feat. Dizzee Rascal                | „Loca”                             | [ 72 ]        | Tim Berg                                 | „Seek Bromance”                        | [ 73 ]                  |
| 11 grudnia      | Rihanna                                    | „Only Girl (In the World)”         | [ 74 ]        | Coldplay                                 | „Christmas Lights”                     | [ 75 ]                  |
| 18 grudnia      | Rihanna                                    | „Only Girl (In the World)”         | [ 76 ]        | Taio Cruz                                | „Higher”                               | [ 77 ]                  |
| 24 grudnia      | Rihanna                                    | „Only Girl (In the World)”         | [ 78 ]        | Alexis Jordan                            | „Happiness”                            | [ 79 ]                  |

## Top airplay TV
| Data            | Teledysk                           | Wykonawca                                  | Źródło  |
| --------------- | ---------------------------------- | ------------------------------------------ | ------- |
| 27 marca        | „Rude Boy”                         | Rihanna                                    | [ 80 ]  |
| 3 kwietnia      | „Rude Boy”                         | Rihanna                                    | [ 81 ]  |
| 10 kwietnia     | „Utopia”                           | Within Temptation                          | [ 82 ]  |
| 17 kwietnia     | „Fight for This Love”              | Cheryl Cole                                | [ 83 ]  |
| 24 kwietnia     | „Telephone”                        | Lady Gaga feat. Beyoncé                    | [ 84 ]  |
| 1 maja          | „Telephone”                        | Lady Gaga feat. Beyoncé                    | [ 85 ]  |
| 8 maja          | „Telephone”                        | Lady Gaga feat. Beyoncé                    | [ 86 ]  |
| 15 maja         | „Telephone”                        | Lady Gaga feat. Beyoncé                    | [ 87 ]  |
| 22 maja         | „Telephone”                        | Lady Gaga feat. Beyoncé                    | [ 88 ]  |
| 29 maja         | „Telephone”                        | Lady Gaga feat. Beyoncé                    | [ 89 ]  |
| 5 czerwca       | „Telephone”                        | Lady Gaga feat. Beyoncé                    | [ 90 ]  |
| 12 czerwca      | „Telephone”                        | Lady Gaga feat. Beyoncé                    | [ 91 ]  |
| 19 czerwca      | „Gdzie jesteś dziś”                | Kombii                                     | [ 92 ]  |
| 26 czerwca      | „Can't Fight This Feeling”         | Junior Caldera feat. Sophie Ellis-Bextor   | [ 93 ]  |
| 3 lipca         | „Te Amo”                           | Rihanna                                    | [ 94 ]  |
| 10 lipca        | „Te Amo”                           | Rihanna                                    | [ 95 ]  |
| 17 lipca        | „All the Lovers”                   | Kylie Minogue                              | [ 96 ]  |
| 24 lipca        | „All the Lovers”                   | Kylie Minogue                              | [ 97 ]  |
| 31 lipca        | „All the Lovers”                   | Kylie Minogue                              | [ 98 ]  |
| 7 sierpnia      | „Commander”                        | Kelly Rowland feat. David Guetta           | [ 99 ]  |
| 14 sierpnia     | „Te Amo”                           | Rihanna                                    | [ 100 ] |
| 21 sierpnia     | „We No Speak Americano”            | Yolanda Be Cool feat. DCUP                 | [ 101 ] |
| 28 sierpnia     | „Morena”                           | Tom Boxer feat. Antonia                    | [ 102 ] |
| 4 września      | „We No Speak Americano”            | Yolanda Be Cool feat. DCUP                 | [ 103 ] |
| 11 września     | „Waka Waka (This Time for Africa)” | Shakira feat. Freshlyground                | [ 104 ] |
| 18 września     | „Love the Way You Lie”             | Eminem feat. Rihanna                       | [ 105 ] |
| 25 września     | „Waka Waka (This Time for Africa)” | Shakira feat. Freshlyground                | [ 106 ] |
| 2 października  | „Not Giving Up on Love”            | Armin van Buuren feat. Sophie Ellis-Bextor | [ 107 ] |
| 9 października  | „Loca”                             | Shakira feat. Dizzee Rascal                | [ 108 ] |
| 16 października | „Body & Soul”                      | C-Bool                                     | [ 109 ] |
| 23 października | „Loca”                             | Shakira feat. Dizzee Rascal                | [ 110 ] |
| 30 października | „Loca”                             | Shakira feat. Dizzee Rascal                | [ 111 ] |
| 6 listopada     | „Loca”                             | Shakira feat. Dizzee Rascal                | [ 112 ] |
| 13 listopada    | „Loca”                             | Shakira feat. Dizzee Rascal                | [ 113 ] |
| 20 listopada    | „Loca”                             | Shakira feat. Dizzee Rascal                | [ 114 ] |
| 27 listopada    | „Loca”                             | Shakira feat. Dizzee Rascal                | [ 115 ] |
| 4 grudnia       | „Szminki róż”                      | Video                                      | [ 116 ] |
| 11 grudnia      | „Saturday”                         | Basshunter                                 | [ 117 ] |
| 18 grudnia      | „Szminki róż”                      | Video                                      | [ 118 ] |
| 24 grudnia      | „My Feelings for You”              | Avicii feat. Sebastien Drums               | [ 119 ] |

## Top Dyskoteki
Notowanie Top Dyskoteki przedstawia najpopularniejsze piosenki emitowane w polskich klubach. Publikowane przez Związek Producentów Audio-Video nieregularnie, zestawienia w roku 2010 sporządzane były przez Nielsen Music Control w oparciu o liczbę odegrań poszczególnych utworów w lokalach. 
| Data            | Piosenka                   | Wykonawca                   | Źródło  |
| --------------- | -------------------------- | --------------------------- | ------- |
| 1 kwietnia      | „Sexy Bitch”               | David Guetta feat. Akon     | [ 120 ] |
| 16 kwietnia     | „Memories”                 | David Guetta feat. Kid Cudi | [ 121 ] |
| 1 maja          | „Memories”                 | David Guetta feat. Kid Cudi | [ 122 ] |
| 1 czerwca       | „Memories”                 | David Guetta feat. Kid Cudi | [ 123 ] |
| 1 lipca         | „Alors on danse”           | Stromae                     | [ 124 ] |
| 1 sierpnia      | „We No Speak Americano”    | Yolanda Be Cool feat. DCUP  | [ 125 ] |
| 16 sierpnia     | „We No Speak Americano”    | Yolanda Be Cool feat. DCUP  | [ 126 ] |
| 1 września      | „We No Speak Americano”    | Yolanda Be Cool feat. DCUP  | [ 127 ] |
| 16 września     | „We No Speak Americano”    | Yolanda Be Cool feat. DCUP  | [ 128 ] |
| 1 października  | „We No Speak Americano”    | Yolanda Be Cool feat. DCUP  | [ 129 ] |
| 16 października | „We No Speak Americano”    | Yolanda Be Cool feat. DCUP  | [ 130 ] |
| 1 listopada     | „We No Speak Americano”    | Yolanda Be Cool feat. DCUP  | [ 131 ] |
| 16 listopada    | „We No Speak Americano”    | Yolanda Be Cool feat. DCUP  | [ 132 ] |
| 1 grudnia       | „Loca”                     | Shakira feat. Dizzee Rascal | [ 133 ] |
| 16 grudnia      | „Only Girl (In the World)” | Rihanna                     | [ 134 ] |